# Hylorina sylvatica
Genre
Espèce
Synonymes
- Cystignathus aeneus Guichenot, 1848
- Hylorina andina Philippi, 1902
- Hylorina longipes Philippi, 1902

Statut de conservation UICN

 LC  : Préoccupation mineure
Hylorina sylvatica, unique représentant du genre Hylorina, est une espèce d'amphibiens de la famille des Batrachylidae.

## Répartition

Aire de répartition

Cette espèce se rencontre jusqu'à 1 000 m d'altitude :
- au Chili, de Ramadillas à l'île Wellington, dans les provinces de Valdivia, d'Osorno, de Chiloé et de Palena ;
- en Argentine, dans l'ouest des provinces de Neuquén, de Río Negro et de Chubut.

## Habitat
Cette espèce vit dans les forêts tempérées australes de Nothofagus.

## Description
Les mâles mesurent de 53 à 56 mm et les femelles de 60 à 66 mm.

## Publication originale
- Bell, 1843 : The Zoology of the Voyage of H.M.S. Beagle Under the Command of Captain Fitzroy, R.N., during the Years 1832 to 1836, vol. 5, p. 1-51 (texte intégral).